# Західне Міндоро
Західне Міндоро (таг.: Kanlurang Mindoro; ісп.: Mindoro Occidental) — провінція Філіппін, розташована в регіоні Мімаропа на острові Міндоро. Столицею провінції є містечко Мамбурао.
Провінція межує на сході з провінцією Східний Міндоро, на півдні — з протокою Міндоро, на заході — з Південнокитайським морем, на південному заході — по морю з провінцією Палаван, на півночі через протоку Верде з провінцією Батангас на острові Лусон.
Рельєф провінції покритий горами, пагорбами, долинами, широкими рівнинами, порізаний річками та невеликими озерами прісної води. Гірські ланцюги сходяться до двох головних піків: гори Галкон на півночі та гори Бако на півдні. В північній частині менше рівнин, у південній рівнини більш широкі. Більша частина рівнин зайняти полями для вирощування сільськогосподарських культур, незначна частина вкрита лісами.
В провінції розташований риф Апо, один із найбільших рифів у світі.